# Säkerhetsbataljon
13. Säkerhetsbataljonen är ett underrättelse-/säkerhetsförband inom Försvarsmakten, som består av en Säkerhetsunderrättelseskvadron (MP/SäkU) och Säkerhetskompani Sjö samt funktionsskvadroner. Förmågan att verka i fred, kris och gråzon är ett framträdande drag för förbandet.
Förbandets uppgift i krig är att försvara och skydda svenska militärt viktiga anläggningar, fartyg och luftfartyg mot fientliga specialförband.
Förbandet övas för att hantera de fem huvudtyperna av säkerhetshot, såväl inom Sveriges gränser som utomlands: Kriminalitet, sabotage, subversion, underrättelseverksamhet och terrorism.
Bataljonen står i frontlinjen för Försvarsmaktens arbete för att upptäcka, motverka och bekämpa säkerhetshotande verksamhet, både nationellt och internationellt. Förbandet är försvarsmaktsgemensamt och innehåller delar från armén, marinen och flygvapnet.

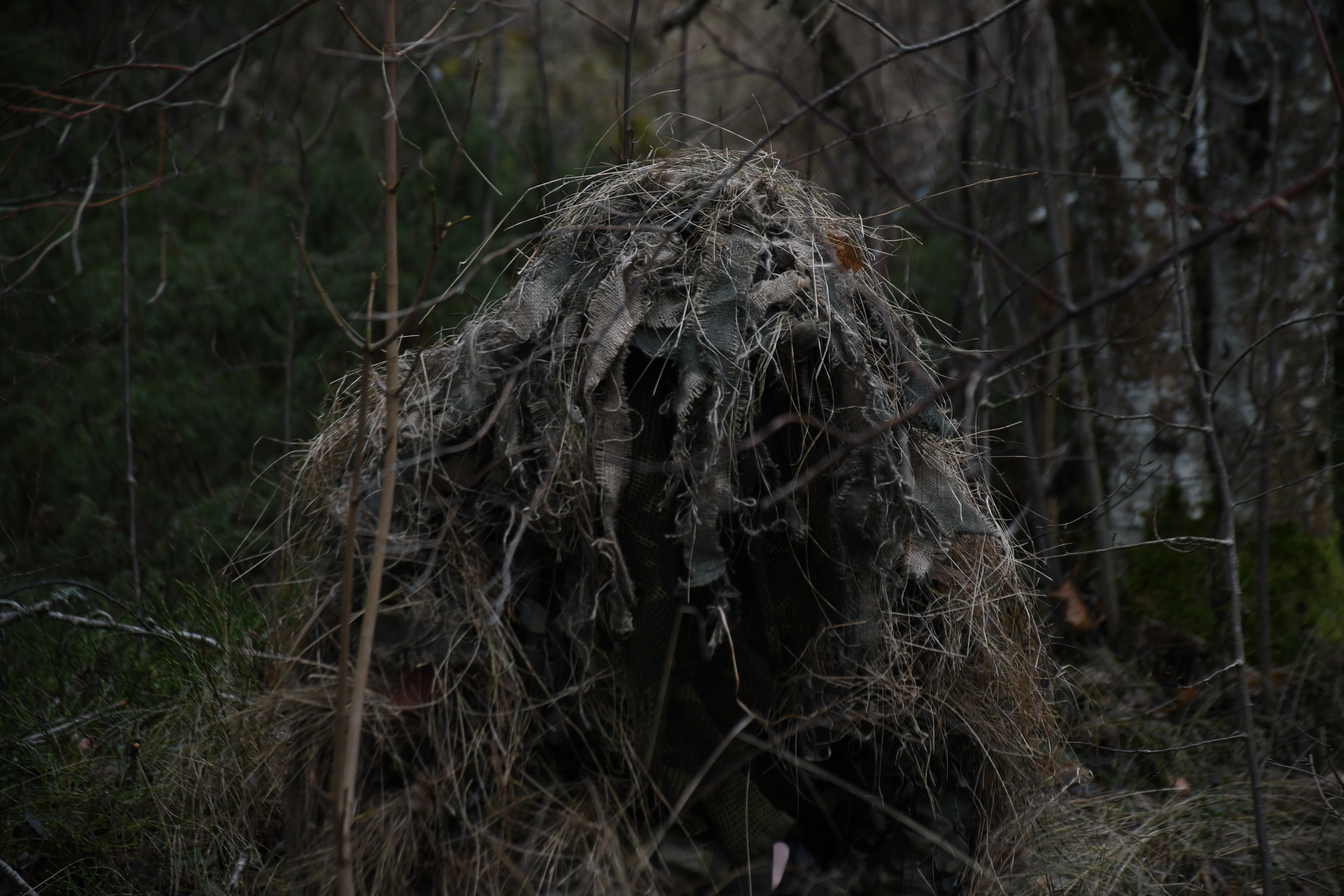
Soldat i Ghilliedräkt

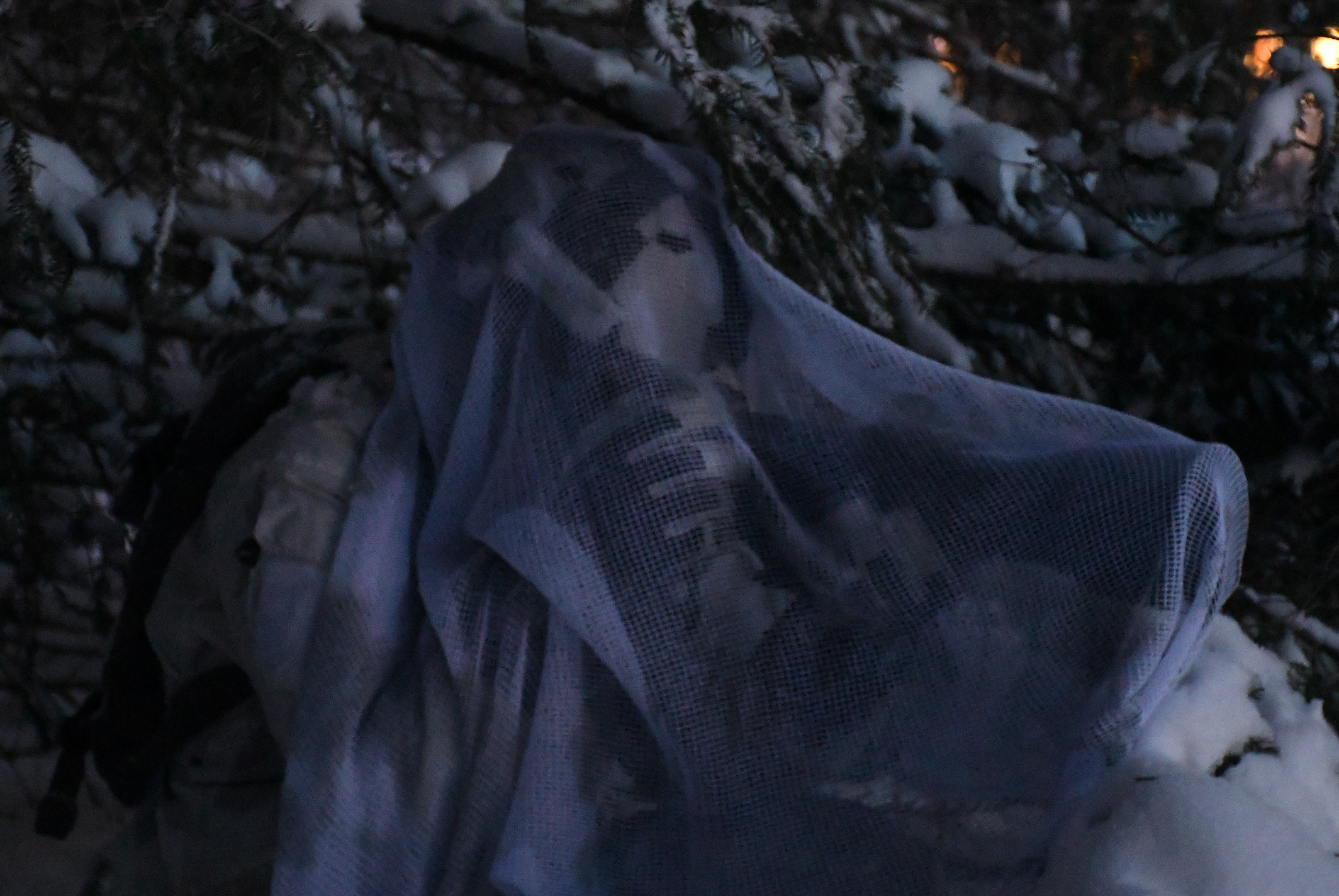
Rekognosering i vintermiljö

## Ingående enheter

### Bataljonstaben
Bataljonstaben leder och planerar bataljonens verksamhet och består av sektioner som inriktar sig på personaltjänst, underrättelsetjänst, genomförande, logistik, planering/träning och samband/ledning. Den är stationerad vid Livgardet, i Kungsängen nära Stockholm.

### 131:a Säkerhetsskvadronen mark
131:a Säkerhetsskvadronen har i uppdrag att lösa uppgifter kopplade till kriminalitet, terrorism, sabotage, subversion och främmande underrättelseverksamhet. Skvadronen delas in i en skvadronsstab, tre säkerhetsplutoner, en spaningspluton och en stab- och trosspluton. Även 131:a säkerhetsskvadronen är i huvuddel stationerad I Kungsängen, dock är 315:e säkerhetsplutonen, som är flygvapnets del av bataljonen, stationerad vid Luftstridsskolan i Uppsala.

### 132:a Säkerhetskompani sjö
132:a Säkerhetskompani sjö är den marina delen av bataljonen och dess främsta uppgift är att hitta och hindra säkerhetshotande verksamhet med fokus på främmande underrättelsetjänst och sabotage. Kompaniet är stationerat vid Älvsborgs amfibieregemente i Göteborg.

### 133:e Exploateringsskvadron
133:e Exploateringsskvadron har i syfte att indikera och klarlägga säkerhetshotande verksamhet mot de skyddsvärden som Försvarsmakten har. Till skvadronen tillhör en kriminalteknisk säkerhetsunderrättelsepluton (KTSU-pluton) och en fältsäkerhetspluton (FSÄK-pluton). KTSU-plutonen arbetar till huvuddel med utredning/exploatering av materiell och platser medan FSÄK-plutonen till huvuddel arbetar med säkerhetsrekognosering, att utreda händelser, fenomen och personer men även att inhämta information från kontaktnätverk.